# Kalki 2898 A.D
Kalki 2898 AD (stilisiert: KALKI 2898-A.D) ist ein indischer Science-Fiction-Monumentalfilm von Nag Ashwin.
Die Veröffentlichung von Kalki 2898 AD, der einer der teuersten indischen Filmproduktionen vorausgeht, erfolgte am 27. Juni 2024.

## Handlung
Der Film handelt von einem modernen Avatar von Vishnu, der auf die Erde herabgestiegen ist, um die Welt vor bösen Mächten zu schützen.

## Produktion
Im Februar 2020 kündigte das Filmstudio Vyjayanthi Movies anlässlich des 50-jährigen Bestehens eine Produktion mit Prabhas als Hauptdarsteller an. Producer des Films war der Schwiegervater des Regisseurs.
Das Budget für den Film betrug umgerechnet 75 Millionen US-Dollar (600 Crore Indische Rupien), was Kalki 2898 AD zu einer der teuersten indischen Filmproduktionen machte.

### Vorproduktion
Ursprünglich sollte der Filmkomponist A. R. Rahman für die Filmproduktion gewonnen werden.
Im Juli 2021 wurde ein futuristisches Set in der Ramoji Film City in Hyderabad errichtet.

### Dreharbeiten

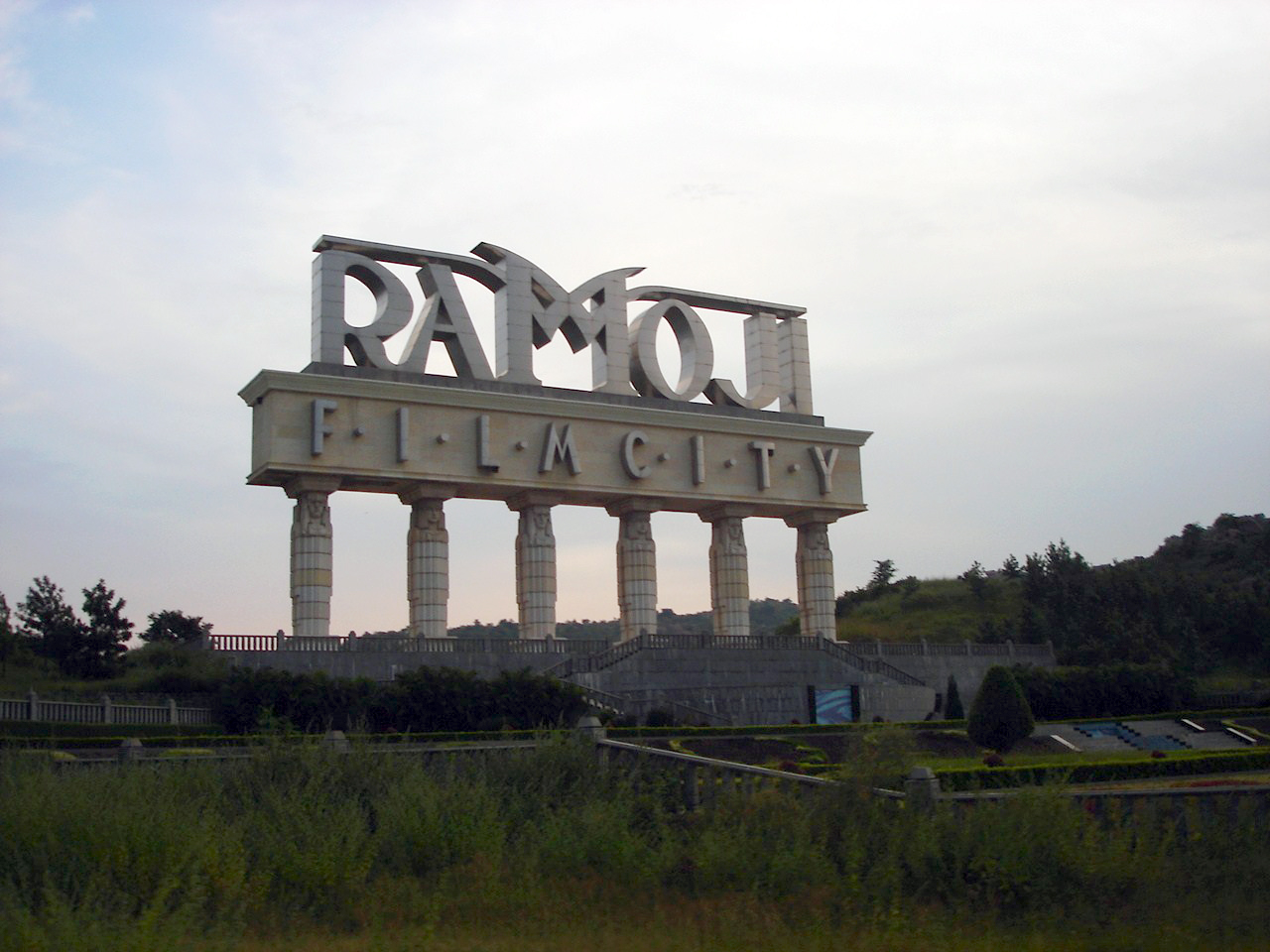
Ramoji Film City, wo 90 % der Dreharbeiten stattfanden

Der Drehbeginn war ursprünglich für November 2020 geplant worden. Aufgrund des Ausbruchs der COVID-19-Pandemie in Indien wurden die Dreharbeiten jedoch auf das Folgejahr verschoben. Der Beginn der Dreharbeiten fiel im Juli 2021 mit dem Feiertag und Fest Guru Purnima zusammen und fand in der Ramoji Film City in Hyderabad statt, wo 90 % des Drehs stattfanden. Gefilmt wurde in den Sprachen Telugu und Hindi. Anstatt den Film in einem Block abzudrehen, wurden die 80–90 Drehtage aus organisatorischen Gründen auf 7–8 Tage pro Monat aufgeteilt. Kalki 2898 AD ist der erste indische Film, der mit einer Arri-Kamera aus der Alexa-Reihe (Alexa 65) geschossen wurde.
Die Dreharbeiten verzögerten sich, u. a. weil sich der Darsteller Amitabh Bachchan bei den Dreharbeiten die Rippen brach. Im Juni 2023 waren etwa 70 % des geplanten Films abgedreht. Ursprünglich war angedacht, die Dreharbeiten im Januar desselben Jahres zu beenden. Der Postproduktion waren acht Monate eingeräumt worden.

## Veröffentlichung
Ursprünglich war eine Veröffentlichung im Jahr 2022 geplant. Dann sollte der Film im Mai 2024 seinen Kinostart feiern. Die Veröffentlichung wurde dann, angeblich wegen der im Mai stattgefundenen indischen Parlamentswahl, auf den 27. Juni 2024 verlegt.
Der Film wurde in den Sprachen Telugu, Hindi, Tamil, Malayalam, Kannada und Englisch veröffentlicht.